# Попов, Пётр Герасимович
Пётр Герасимович Попов (16 (28) января 1898, Москва, Российская империя — 8 мая 1965, Малин, Житомирская область, Украинская ССР, СССР) — футболист (защитник), футбольный тренер. Муж младшей сестры братьев Старостиных, Веры Петровны.
Участник ВОВ, закончил её в Берлине.

## Биография
Начал играть в 1910 в Москве в клубной команде ЗКС.
Играл в московских командах ЗКС (1914-22), МСПО (1923), «Красная Пресня» (1924-25), «Пищевики», «Промкооперация», «Дукат» (1926-27, 1930-33). Также играл в «Трудовой коммуне» (Люберцы, Московская область) (1928-29). В сборной Москвы 1922-30.
Как футболист отличался физической силой и высокими скоростными качествами. Смело шёл в единоборства, хорошо играл головой.

### Достижения
Игрок
- Чемпион РСФСР 1923.
- Чемпион Москвы 1918 (в, о), 1922 (о), 1924 (о), 1927 (о).

Тренер
- Чемпион СССР 1939
- Обладатель Кубка СССР 1939
- В 1940 возглавлял сборную Москвы (под флагом московского «Спартака»), игравшую в Болгарии с профессиональными командами.

### Тренерская карьера
В качестве главного тренера возглавлял команды:
- «Пищевик» Москва 1938 (по август)
- «Спартак» (Москва) 1938 (с сентября)-39, 1941 (по июль)
- команды ГСВГ 1945-46
- студенческую команду МАИ по хоккею с мячом и женскую команду «Буревестник» (Москва) (хоккей с мячом) 1947-49
- «Шахтёр» (Караганда) 1950-53

Тренировал заводские клубные в Житомире и Малине в 1955-60.